# Almanach des Muses
L’Almanach des Muses est une revue poétique fondée en 1765 par Sautreau de Marsy.
Les almanachs ont connu une immense vogue à partir de la seconde moitié du XVIIIe siècle. L’objectif de l’Almanach des Muses était de faire mieux que ce qui paraissait alors en proposant au lectorat un choix critique de poésies récentes, avec des notes critiques et des informations sur l’actualité poétique. Paraissant chaque année, depuis la date de sa fondation jusqu’en 1833, l’Almanach des Muses publia nombre d’écrivains peu connus tels que Parny, Bertin, Régnault de Beaucaron,  Roucher, Légier, Colardeau ou Berquin, Legouvé, Bonnard, Arnault, Laclos, plus connus comme Boufflers, Delille, Dorat, de Fontanes, La Harpe, ou très connus comme Chamfort, Beaumarchais ou Baculard d’Arnaud, et surtout Voltaire qui y publia plus de deux cents textes entre 1765 et 1819. À la Révolution, la Marseillaise y paraît en 1793 ainsi que des vers de Sade à Marat en 1794. Publier dans l’Almanach des Muses, comme le firent régulièrement Millevoye et Marceline Desbordes-Valmore, était un gage de reconnaissance.
L’Almanach des Muses fut à la fois très critiqué et très imité. Mercier, Rivarol ou Champcenetz ne se gênèrent pas pour l’attaquer, voire s’en moquer, par exemple en le surnommant l’Almanach des Buses. Ceci, allié à son caractère éclectique, fut la cause de sa fin, lors la naissance de la revue littéraire moderne.
Sautreau de Marsy dirigea, avec le concours de Joseph Mathon de la Cour pour les années 1766 à 1769, l’Almanach des Muses jusqu’en 1793. Étienne Vigée lui succéda de 1794 à 1820, lui-même remplacé par Justin Gensoul de 1821 à 1829, puis par Jean-Pierre Lesguillon de 1830 à 1833.

## Contenu des volumes
Vu le succès rencontré dès la première année, l'Almanach des Muses, 1765 connut une seconde édition. Le contenu des éditions comprenait des épîtres et des pièces fugitives, des romances (souvent avec la musique notée), des notices sur les ouvrages de poésie et sur les pièces de théâtre parus l’année précédente.

## Écrit sur unAlmanach des Muses
Bouts rimés, impromptus, quatrains et triolets,
Vous avez eu vos jours de gloire et de conquêtes ;
Vous avez illustré des hôtels, des palais.
Versaille et Trianon vous ont donné des fêtes.
Mais il n’est plus, le temps où vous suiviez la cour,
Où les petits marquis vous ouvraient les ruelles,
Où les petits abbés pour vous plumaient l’Amour,
Et trempaient dans le musc d’érotiques bouts d’ailes.
Vous revêtiez alors l’éclatant maroquin ;
Vous portiez des signets en faveur rose et blanche :
Au rebut maintenant, vous mourez en bouquin,
Près de la houppe à poudre oubliés sur la planche.
Pourtant si vous voulez revivre en un placet,
Hanter les bals de nuit sous forme de message,
Sortir furtivement du fond de mon gousset,
Sans être vus, glisser dans l’ombre d’un corsage ;
Chanteur et plus encore esclave des amours,
Je veux vous retrouver dans l’écrin de mes rimes.
De vos séductions emprunter le secours,
Et tramer avec vous les plus beaux de mes crimes.
Vos modes ont passé, mais vos propos sont doux.
Vous savez les secrets de la galanterie :
La dame qui reçoit une épître de vous
Laisse ses cruautés tourner en rêverie.